# 吟江
吟江（越南语：／），一作襟江和澿江，又譯作“錦江”，是中國南部及越南北部的一條河流，為紅河支流瀘江的左岸支流，在越南境內流經高平省、河江省、宣光省。
吟江源流有二：均發源於中國境內。西源較長，名為儒桂河，其上游在中國境內稱為普梅河（又名南利河）；東源較短，仍名為吟江，其上游在中國境內稱為百都河；兩源在高平省保林縣那防（Nà Phòng）匯合。